# فريدريك إدوارد وايت
فريدريك إدوارد وايت (بالإنجليزية: Frederick Edward White)‏ هو سياسي أمريكي، ولد في 19 يناير 1844، وتوفي في 14 يناير 1920. حزبياً، نشط في الحزب الديمقراطي. وقد انتخب عضو مجلس النواب الأمريكي.